# Graeme Rutjes
Graeme Wayne Rutjes (Sydney, Australië, 26 maart 1960) is een voormalig Nederlands voetballer.
De spijkerharde verdediger vormde het hart van de  Mechelse en de  Paars-witte  verdediging. Zijn uitgebreide en intelligente visie op het moderne voetbal bezorgt hem de bijnaam "De Professor".

## Biografie
Rutjes werd geboren in Australië, maar heeft de Nederlandse nationaliteit. Op jonge leeftijd kwam Rutjes terecht bij Excelsior. De club speelde op dat moment in de  eerste divisie van Nederland. In 1980 kreeg hij voor het eerst de kans om in het shirt van de  de Kralingers te spelen. In zijn debuutjaar degradeert de club naar de laagste afdeling van betaald voetbal, maar in het daaropvolgende seizoen maakten  De Roodzwarten terug de overstap, uiteindelijk bleef Rutjes vijf seizoenen in  Woudestein.
In 1985 trok hij naar België om er bij KV Mechelen, de club van voorzitter John Cordier te gaan voetballen. John Cordier, de grote baas van Telindus introduceerde de investeringsmaatschappijen in het Belgische voetbal. Cordier lanceerde bij KVM Cova-Invest (acroniem van Cordier - Van Coppenolle, de naam van zijn echtgenote), een familiale holding die als eigenaar van de spelers verantwoordelijk was voor de financiering van het transferbeleid van de club. Op die manier slaagde KV Mechelen er in om met beperkt budget (dure) topspelers aan te trekken die op relatief goedkope manier werden gehuurd van de Cova-Investgroep. Cordier haalde met Aad de Mos een toptrainer in huis en trok in de loop der jaren verschillende internationals aan. Onder de leiding van John Cordier en Paul Courant groeide de club in die periode (1982–1993) uit tot een topploeg, met als belangrijkste wapenfeit de overwinning tegen Ajax in 1988 in de finale van de Europacup II en enkele maanden later winst in de UEFA Super Cup van PSV. Bij  KV ontpopt Rutjes zich tot een erg intelligente, leidende en standvastige centrale verdediger.
In het begin van de jaren 90 ging Telindus door een moeilijke periode. Onder druk van Sidmar, mede-aandeelhouder van Telindus, besloot  Cordier op 16 maart 1992 om zich volledig terug te trekken uit  Malinwa. De club was financieel wel gezond, dankzij de verkoop van verschillende spelers, onder andere aan RSC Anderlecht. De glorieperiode van de immersympathieke voetbalclub is voorgoed voorbij.
Ook Rutjes trok naar de Belgische hoofdmacht in  Brussel. Bij  Anderlecht vond hij zijn trainer van bij Mechelen terug, de Nederlander Aad de Mos. Enkele seizoenen later maakten ook John Bosman, Bruno Versavel, Philippe Albert en Marc Emmers de overstap. Ook sportief manager Paul Courant trok naar de hoofdstad als scoutingsverantwoordelijke. Niet alleen Aad de Mos mocht samenwerken met de centrale verdediger ook Luka Peruzović, Vitesse-icoon Herbert Neumann, de man die al na 5 dagen met grote tegenzin naar de training reed.  Neumann voelde zich niet thuis bij de Sporting van 1995, waarschijnlijk kwam hij gewoonweg op een verkeerd moment naar het Astrid Park. Het staat als een paal boven water: RSC Anderlecht is geen club als een ander. Dat beseft ook Rutjes maar al te goed. Iemand die op het einde van zijn carrière alsook die van Rutjes nog met de verdediger mocht samenwerken was Den Tuveneir, Raymond Goethals. In 1995 keerde Goethals nog een laatste keer terug naar het Constant Vanden Stockstadion als tussenpaus toen Neumann de laan uitgestuurd werd, maar na enkele weken keerde Johan Boskamp terug als hoofdcoach en beëindigde de toen 73-jarige Goethals zijn rijkgevulde trainerscarrière. Onder diezelfde  Boskamp mocht Graeme zijn palmares bij RSCA verder uitbreiden, na die eerste titel in 1991 onder Aad de Mos en zijn  "drakenjasje". 
Op 6 jaar tijd wint hij 4 landstitels, 1 Beker van België en 2 supercups met RSC Anderlecht! In 1996 stopt hij met voetballen. RSCA is zijn laatste club. Hij bekleedt een marketing functie bij de club. Rutjes had erg visionaire ideeën over het commercieel beleid van paars-wit. Die komen jammer genoeg te vroeg voor de club. De club was nog niet rijp voor zoveel moderniteit en "Professor Eigenwijs" vertrekt al snel terug naar Nederland waar hij directeur van een Golf Club in Goes wordt.
Hij speelde dertienmaal voor de nationale ploeg van Nederland. Onder leiding van bondscoach Thijs Libregts maakte hij zijn debuut op 22 maart 1989 in de vriendschappelijke interland tegen de Sovjet-Unie (2-0), net als doelman Theo Snelders (Aberdeen FC). Nederland won dat duel in Eindhoven met 2-0 door treffers van Marco van Basten en Ronald Koeman (strafschop). Zijn eerste en enige interlanddoelpunt volgde datzelfde jaar in de WK-kwalificatiewedstrijd tegen Wales op 11 oktober, toen hij in Wrexham de score opende voor Oranje. Nederland won het duel met 2-1. John Bosman nam de andere treffer voor zijn rekening.
Als een van de weinige spelers in het Nederlandse profvoetbal heeft Rutjes tijdens zijn voetbalcarrière ook een academische opleiding afgerond. Een ander voorbeeld hiervan is Keje Molenaar. Hij heeft met succes de opleiding bedrijfseconomie aan de Erasmus Universiteit in Rotterdam gevolgd en mag de academische titel 'doctorandus' (drs.) dragen. Daarnaast bezit hij ook het Belgisch trainersdiploma.
Rutjes was directeur van de Goese Golf te Goes. In 2009 trad hij toe tot het bestuur van de Nederlandse Vereniging van Golfaccommodaties (NVG).  Op 23 juni 2011 werd bekendgemaakt dat Rutjes toetrad tot de Raad van Commissarissen (RvC) van Feyenoord.  Hij legde deze functie neer op 10 januari 2014 om technisch directeur van NAC Breda te worden. Op 10 februari 2015 legde hij ook deze functie neer, ditmaal wegens te weinig draagvlak binnen het bestuur van NAC.
Per 1 januari 2019 is hij de nieuwe statutair directeur van Golfsociëteit De Lage Vuursche.
Die elf jaar in België veranderen zijn leven, maar ook die van het Belgische voetbal. Rutjes is bij uitstek een legende van KV Mechelen, een icoon van Royal Sporting Club Anderlecht. Het Belgische voetbal zal Rutjes voor altijd dankbaar zijn.

## Erelijst
Als speler
| Competitie         |             |                                    |             |             |
| Competitie         | Aantal      | Jaren                              |             |             |
| KV Mechelen        | KV Mechelen | KV Mechelen                        | KV Mechelen | KV Mechelen |
| ------------------ | ----------- | ---------------------------------- | ----------- | ----------- |
| Internationaal     |             |                                    |             |             |
| Europacup II       | 1x          | 1987/88                            |             |             |
| Europese Supercup  | 1x          | 1988                               |             |             |
| Nationaal          |             |                                    |             |             |
| Eerste klasse      | 1x          | 1988/89                            |             |             |
| Beker van België   | 1x          | 1986/87                            |             |             |
| RSC Anderlecht     |             |                                    |             |             |
| Eerste klasse      | 4x          | 1990/91, 1992/93, 1993/94, 1994/95 |             |             |
| Beker van België   | 1x          | 1993/94                            |             |             |
| Belgische Supercup | 2x          | 1993, 1995                         |             |             |